# Rally de Gran Bretaña de 1985
El Rally de Gran Bretaña de 1985, oficialmente 41st Lombard RAC Rally, fue la 34.º edición y la decimosegunda ronda de la temporada 1985 del Campeonato Mundial de Rally. Se celebró entre el 24 y el 28 de noviembre y contó con un recorrido de sesenta y cinco tramos que suponían un total de 896,98 km cronometrados.

## Desarrollo
Con el campeonato ya decidido, que ese año fue parar a manos del piloto de Peugeot, Timo Salonen que se llevó el título con el Peugeot 205 Turbo 16 los equipos oficiales inscritos en la prueba fueron: Peugeot, Audi, Toyota y Lancia que en su caso hizo debutar al Lancia Delta S4 vehículo que había sido desarrollado durante 1984 y 1985. La intención del equipo italiano era ver el comportamiento real en carrera y servía a modo de preparación para la temporada siguiente. Además del Delta S4, también debutó el MG Metro 6R4 conducido por Tony Pond y Malcolm Wilson. Vehículo dotado de grandes pasos de ruedas, apéndices aerodinámicos y que contaba con un motor atmosférico de seis cilindros en V que rompía con la tendencia al no contar con turbo. Los favoritos de la carrera no eran los pilotos de Lancia, si no los de Peugeot y Audi. Inscritos con sendos Peugeot Turbo 16 Evo II estaban Timo Salonen, ya campeón y Karl Grundel, en sustitución de Ari Vatanen debido al accidente sufrido en el Rally de Argentina. Por su parte Audi inscribió a Hannu Mikkola y Walter Röhrl, ambos con sus respectivos Audi Sport Quatro S1, que en el caso del segundo contaba con un cambio automático secuencial como novedad que la marca quiso probar.
Nada más comenzar la carrera, Markku Alén marcó el mejor crono en los primeros dos tramos y se puso en cabeza, perseguido por Hannu Mikkola con el Audi, Timo Salonen con el Peugeot y Toivonen con el segundo S4, que en los primeros compases de la prueba prefirió no arriesgar. Finalizada la primera etapa con Alén líder pero muy seguido de Mikkola, en la segunda jornada el piloto de Audi consiguió superarlo pero unos problemas eléctricos en su vehículo le hicieron perder el liderato que de nuevo recayó en el piloto de Lancia. En ese instante los dos pilotos de Peugeot habían abandonado en el mismo tramo: Salonen con el motor roto y Grundel por salida de pista. La tercera etapa comenzó con un Alén liderando sin problemas y seguido de su compañero Toivonen y de Pond que con su Metro 6R4 consiguió ascender hasta la tercera plaza gracias a su regularidad. Sin embargo en uno de los últimos tramos Alén cortó en exceso una curva, dio contra un talud y volcó fuera de la carretera sobre una poza de barro. Intentó sacar su coche y volver a la carretera  pero sus intentos fueron en vano y cuando parecía que el finés estaba condenado a abandonar apareció su compatriota Juha Kankkunen y con su Toyota Celica Twin Cam Turbo tiró del coche de Alén y logró sacarlo del atolladero y meterlo de nuevo en carrera. Esta acción supuso al piloto de Toyota una reprimenda por parte de su jefe de equipo Ove Andersson aunque debido a su ventaja, Kankkunen tenía casi asegurada su posición por la ventaja con su inmediato seguidor, McRae y la imposibilidad de alcanzar a su predecesor el Audi de Per Eklund. A pesar del volver a la carrera, Alén perdió la primera posición, por lo que su compañero se puso líder Toivonen, supo aprovechar la ventaja y se mantuvo en cabeza hasta hacerse con la victoria. El equipo italiano logró un inesperado doblete, con Henri Toivonen en lo alto del podio, que dio al Delta S4 su primera victoria internacional además de volver a ganar en la prueba donde lo había hecho cinco años atrás. El resultado de Lancia presagió una intensa lucha por el campeonato para la temporada siguiente entre el Delta S4, el 205 T16 y el Audi Quattro.

«Habíamos venido a Inglaterra con múltiples interrogantes. Ahora de nuevo hemos demostrado que cuando Lancia se presenta lo hace siempre al máximo nivel.»
Cesare Fiorio tras la victoria en Inglaterra, 1985. 

## Clasificación final
| Pos. | Piloto          | Copiloto        | Automóvil         | Tiempo   | Diferencia |
| ---- | --------------- | --------------- | ----------------- | -------- | ---------- |
| 1    | Henri Toivonen  | Neil Wilson     | Lancia Delta S4   | 9:32.05  | 0.0        |
| 2.   | Markku Alén     | Ilkka Kivimäki  | Lancia Delta S4   | 9:33.01  | +0.56      |
| 3.   | Tony Pond       | Rob Arthur      | MG Metro 6R4      | 9:34.32  | +2.27      |
| 4.   | Per Eklund      | Björn Cederberg | Audi Quattro A2   | 9:58.35  | +28.30     |
| 5.   | Juha Kankkunen  | Fred Gallagher  | Toyota Celica TCT | 10:10.53 | +38.48     |
| 6.   | Jimmy McRae     | Ian Grindrod    | Opel Manta 400    | 10:16.01 | +43.56     |
| 7.   | Terry Kaby      | Kevin Gormley   | Nissan 240RS      | 10:24.08 | +52.03     |
| 8.   | Russell Brookes | Mike Broad      | Opel Manta 400    | 10:25.50 | +53.45     |
| 9.   | Rod Millen      | Brian Rainbow   | Mazda RX 7        | 10:29.39 | +57.34     |
| 10.  | Ingvar Carlsson | Benny Melander  | Mazda RX 7        | 10:29.57 | +57.52     |